# Калмацкий
Калмацкий — посёлок в Курьинском районе, Алтайский край, Россия. Входит в состав Трусовского сельсовета.

## История
Упоминание о дате образования поселка Калмацкий есть в книге Булыгина Ю. С. «Образование и развитие населенных пунктов Алтайского края». Дата основания Курьинского района — 1924 г. (образован из части Курьинской и Таловской волости), тогда же появляется и посёлок Калмацкий.
Его наименование, предположительно, топоним, образованный от национальной принадлежности первых поселенцев ― калмыков (по аналогии: село Калмыцкие Мысы, Поспелихинский район; Калмацкий Брод; Калмацкая дорога, Калмацкий ручей, Калмацкая Курья.

## География, климат, инфраструктура
Географическое положение
Поселок находится на левом берегу реки Чарыш, в северной части района.
Расстояние до::
- районного центра Курья 25 км.
- Барнаула ― 301 км.

Ближайшие населенные пункты
Сёла Трусово — 3 км, Подзаймище — 7,4 км.
Климат
Климат континентальный, соответствует климатической зоне Курьинского района. Средняя температура января −19˚С, июля — +20˚С. Годовое количество атмосферных осадков — 350—370 мм.
Инфраструктура
Основное занятие в сфере экономики — сельское хозяйство. Работает фельдшерский пункт (филиал МУЗ «Курьинская центральная районная больница»), есть частные предприниматели, магазин, крестьянские и фермерские хозяйства. 

## Население
| 1997 | 1998 | 1999 | 2000 | 2001 | 2002 | 2003 |
| ---- | ---- | ---- | ---- | ---- | ---- | ---- |
| 95   | ↘91  | ↘89  | ↗94  | ↘83  | →83  | ↗88  |
| 2004 | 2005 | 2006 | 2007 | 2008 | 2009 | 2010 |
| ↘87  | ↗90  | ↘87  | ↗88  | ↘86  | →86  | ↘81  |
| 2011 | 2012 | 2013 |      |      |      |      |
| →81  | ↗82  | →82  |      |      |      |      |

## Транспорт
- Железнодорожный: ближайшая станция ― Поспелиха.
- Автобусный маршрут: Барнаул ― Курья.[13]
- Автомобилем из Барнаула в Калмацкий можно проехать по сёлам до автомагистрали Змеиногорский тракт (А322)[9].

## Туризм
В Курьинском районе проходят туристические маршруты «Большое Золотое кольцо Алтая» и «Казачья Подкова Алтая», есть турбазы, расположенные на берегу Чарыша.